# Hetzkissen

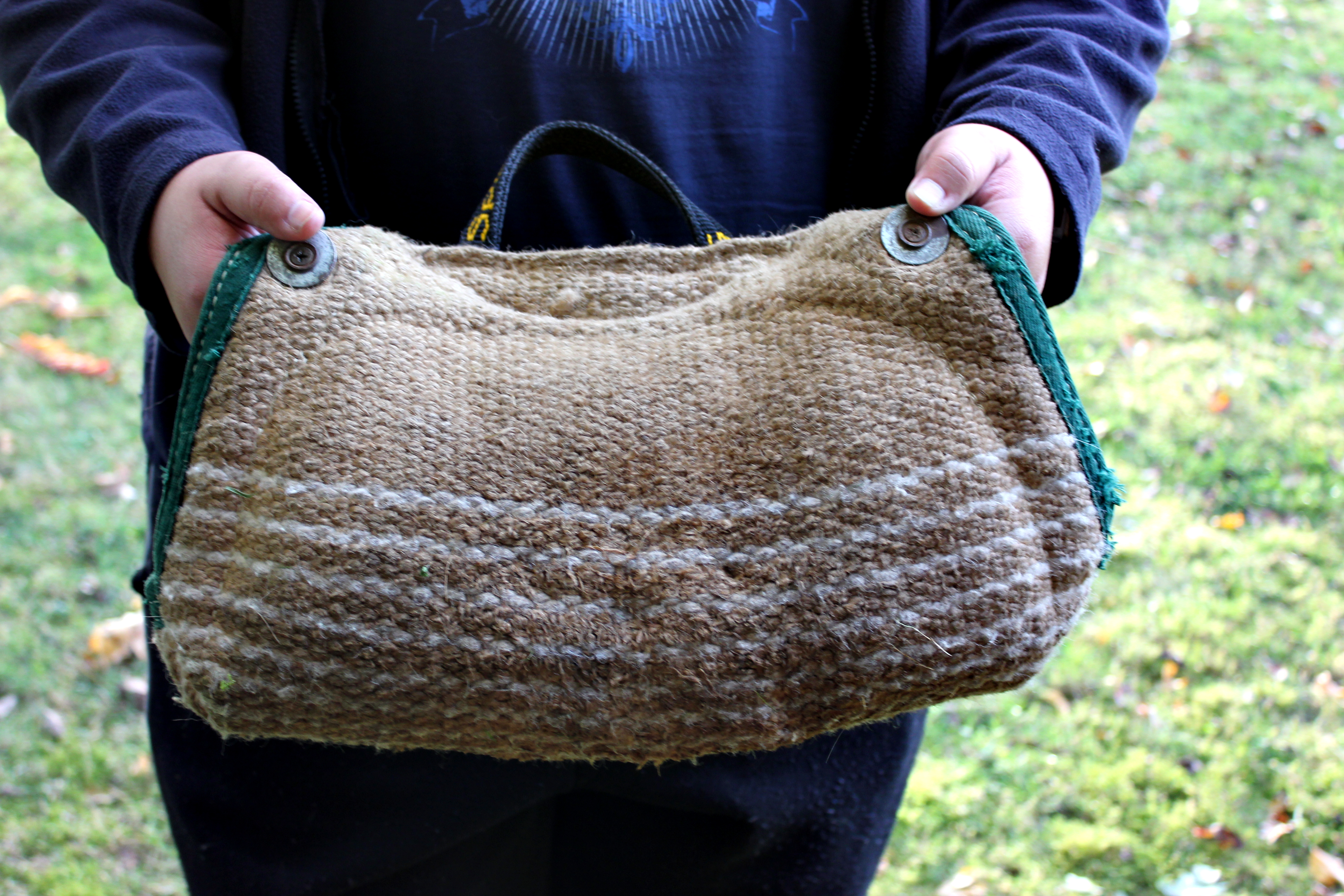
Hetzkissen

Ein Hetzkissen, auch Beißkissen genannt, ist ein Kissen, das zur Ausbildung von Schutzhunden verwendet wird. Es ist aus Jute, Baumwolle oder Baumwoll-Kunstfaser-Gemisch, gefüllt mit einer Wattierung, und ist meist mit Handgriffen versehen. Das Hetzkissen wird vom Helfer dem Hund als Beute angeboten, die er jagt und anschließend durch einen festen Biss hält. Es wird vor allem bei jungen Hunden oder Hunden am Beginn der Ausbildung eingesetzt und ist ein Hilfsmittel zur Gestaltung des Übergangs vom Beutespiel mit Lappen oder ähnlichen Objekten über den Junghundarm zum Schutzarm (auch Hetzarm genannt) des Schutzdiensthelfers.

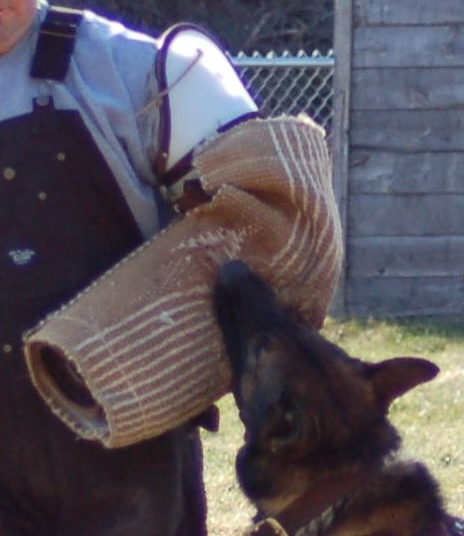
Schutzarm in Gebrauch